# Occidozyga floresiana
Espèce
Synonymes
- Phrynoglossus floresianus (Mertens, 1927)
- Occidozyga floresianus Mertens, 1927

Statut de conservation UICN

 VU  : Vulnérable
Occidozyga floresiana est une espèce d'amphibiens de la famille des Dicroglossidae.

## Répartition
Cette espèce est endémique de l'île de Florès en Indonésie. Elle se rencontre vers 1 200 m d'altitude.

## Étymologie
Son nom d'espèce lui a été donné en référence au lieu de sa découverte, Florès.

## Publication originale
- Mertens, 1927 : Neue Amphibien und Reptilien aus dem Indo-Australischen Archipel, gesammelt während der Sunda-Expedition Rensch. Senckenbergiana Biologica, vol. 9, p. 234-242.